# Контракційний алкалоз
Контракційний алкалоз — це підвищення pH крові, яке виникає внаслідок втрати рідини (контракції її об'єму). Зміна pH особливо виражена при втратах кислої рідини, спричинених такими проблемами, як блювота.

## Патофізіологія
Існує кілька можливих пояснень виникнення алкалозу, що спостерігається після скорочення об'єму рідини в організмі.
Одна з популярних теорій полягає в тому, що алкалоз — це просто втрата об'єму розчинника без пропорційної втрати концентрації бікарбонату або збільшення концентрації вуглекислого газу. Це пояснення може бути особливо доречним для дуже короткого періоду після втрати об'єму.
Інше дослідження припускає, що алкалоз зумовлений нирковими компенсаторними механізмами, що використовуються для корекції втрати об'єму. Зменшення об'єму позаклітинної рідини пов'язане зі зменшенням об'єму крові та зниженням ниркового перфузійного тиску. В результаті спрацьовують три механізми компенсації:
1. збільшення секреції реніну
2. збільшується продукції ангіотензину II
3. збільшення секреції альдостерону

Збільшення рівня ангіотензину II спричиняє посилення обміну Na+-H+ у проксимальних канальцях та посилення реабсорбції HCO−
3 (бікарбонату) у проксимальних канальцях через збільшення рівня H+ у просвіті. Підвищена секреція альдостерону стимулює H-АТФазу альфа-вставних клітин збірної протоки, що спричиняє 1) посилення секреції H+ дистальними канальцями, погіршуючи метаболічний алкалоз, та 2) посилення утворення «нового» HCO−
3 в цих самих клітинах, який буде реабсорбуватися.
Крім того, підвищена секреція альдостерону призводить до посилення секреції K+ у збірних протоках, що, своєю чергою, спричиняє гіпокаліємію, що спостерігається при контракційному алкалозі.
Зрештою, було висловлено припущення, що термін «контракційний алкалоз» насправді є неправильним, і що алкалоз, який спостерігається під час скорочення об'єму, повністю пояснюється виснаженням хлоридів, що призводить до недостатності пендрину, хлоридно-бікарбонатного обмінника у збірній протоці.

## Діагностика
Діагноз контракційного алкалозу ставиться шляхом співвіднесення лабораторних даних з клінічним анамнезом та обстеженням. Метаболічний алкалоз за наявності зниженого ефективного об'єму кровообігу, застосування петльових діуретиків або інших причин внутрішньосудинного виснаження, таких як тяжка діарея, повинен викликати підозру на контракційний алкалоз як ймовірну причину за відсутності інших.

## Лікування
Лікування полягає в інфузії NaCl для корекції скорочення об'єму позаклітинної рідини та введенні K+ для заміщення його втрат із сечею.

## Додаткова інформація
- Peti-Peterdi, János; Bell, P. Darwin (1998). Regulation of macula densa Na:H exchange by angiotensin II. Kidney International. 54 (6): 2021—2028. doi:10.1046/j.1523-1755.1998.00200.x. PMID 9853267.